# Piana di Sant'Eufemia
La Piana di Sant'Eufemia, localmente 'A chjiana 'i Santa Fhèmia, o Piana di Lamezia Terme, è una pianura alluvionale della Calabria, che con i suoi circa 120 km² di estensione, rappresenta la terza della regione. La piana lametina è situata al centro della costa tirrenica calabrese davanti al golfo di Sant'Eufemia. La forma di questa piana, che interessa quasi completamente il territorio compreso nel comune di Lamezia Terme, è simile ad un triangolo isoscele, con base la linea di costa, per una larghezza di 15 km, fra Capo Suvero di Gizzeria Lido a nord e la foce del fiume Angitola a sud, e altezza pari a circa 10 km coincidente con l'asta del fiume Amato.

## Geografia fisica

### Territorio
La piana di Sant'Eufemia, di età olocenica, è delimitata verso l'interno dai versanti collinari terrazzati di Nicastro e Sambiase a nord, di Caraffa di Catanzaro ad est e dagli altopiani delle Serre calabresi a sud-est. Fra i principali corsi d'acqua del territorio troviamo il fiume Amato, che nei millenni ha formato la stessa piana, il fiume Angitola, ed i torrenti Canne, Piazza, Sant'Ippolito e Pesipe, affluenti dell'Amato, che attraversano da est a ovest la città di Lamezia Terme insieme al torrente Cantagalli ed al torrente Bagni, famoso per le sue acque sulfuree e nella cui piana alluvionale giacciono le rovine dell'antica città greca di Terina, nonché il torrente Zinnavo che segna il confine tra il comune di Lamezia e quello di Gizzeria. Nella piana si trovano anche le terme di Caronte famose fin dall'antichità. Degni di nota sono anche il lago Angitola, lago artificiale nato dallo sbarramento del fiume omonimo ed i laghi La Vota, degli specchi di acqua salata, spesso in evoluzione, che si trovano nella frazione Lido del comune di Gizzeria.

## Comuni della piana di Lamezia
Di seguito si riporta l'elenco dei comuni sui quali si estende la piana di Sant'Eufemia.
| #  | Comune               | Provincia     | Abitanti |
| -- | -------------------- | ------------- | -------- |
| 1  | Lamezia Terme        | Catanzaro     | 70.452   |
| 2  | Pizzo                | Vibo Valentia | 9.263    |
| 3  | Curinga              | Catanzaro     | 6.789    |
| 4  | Gizzeria             | Catanzaro     | 4.709    |
| 5  | Maida                | Catanzaro     | 4.534    |
| 6  | San Pietro a Maida   | Catanzaro     | 4.301    |
| 7  | Pianopoli            | Catanzaro     | 2.585    |
| 8  | Marcellinara         | Catanzaro     | 2.304    |
| 9  | Feroleto Antico      | Catanzaro     | 2.077    |
| 10 | Francavilla Angitola | Vibo Valentia | 1.989    |

## Bonifica
I primi tentativi di bonifica idraulica della piana di Sant'Eufemia risalgono al marzo del 1910 quando vengono sistemati gli alvei dei torrenti Allaro e Bagni.
Nel 1922, con R.D. № 227 del 1º febbraio viene creato l'"Ente autonomo per la bonifica della Piana di S. Eufemia" successivamente soppresso con R.D. № 2313 del 15 settembre 1923, comunque i proprietari che costituivano l'ente chiedono che lo stesso rimanga attivo fino alla costituzione di un consorzio tra i proprietari stessi (che dovrebbe occuparsi del piano di bonifica) e alla conclusione dei lavori già iniziati, cosa che viene accordata del governo su sollecitazione dell'amministrazione provinciale.
La presentazione di una richiesta di appalto da parte della “Società Sindacato Agricolo Cooperativo Italiano per le bonifiche e le colonizzazioni” di Roma nel 1925 spinge infine i proprietari locali a formare la società anonima che dovrebbe essere il primo nucleo del futuro consorzio ed a presentare un primo progetto di bonifica redatto « nello spazio di pochi giorni ».
Nel frattempo altri proprietari si uniscono ai primi ed il 15 gennaio 1926 viene costituita la "Società Bonifica S. Eufemia". Il progetto presentato dalla società calabrese viene approvato con decreto del provveditorato ai Lavori Pubblici № 6591 del 6 gennaio 1926 in quanto meno costoso di quello presentato dalla società romana e perché dimostra una migliore conoscenza dei luoghi su cui intervenire e la bonifica viene definitivamente assegnata, dopo aver ridotto l'estensione del territorio da bonificare da 39.611 a 23.000 ettari con decreto del Ministero dei lavori pubblici № 9529 del 9 febbraio 1928.
Nel 1927 la "Società Bonifica S. Eufemia" cambia denominazione in "Società Anonima Bonifiche Calabresi" con presidente il senatore e fascista Maurizio Maraviglia, che godeva delle possibilità di avere contatti diretti con Mussolini, dandosi un respiro regionale. Grande influenza sui lavori ebbe anche il vibonese Luigi Razza, sansepolcrista, ministro dei lavori pubblici dal 24 gennaio 1935 al 5 settembre 1935.
La bonifica della piana lametina godette comunque di particolare attenzione da parte di molti esponenti politici del regime fascista, soprattutto perché si trovava nel "baricentro geografico" regionale. Varie furono comunque le lamentele sia riguardo al costo dell'opera (per ettaro era quasi il doppio di quello della piana di Sibari) sia per le malversazioni e i lavori mal eseguiti.
Comunque i lavori procedettero abbastanza rapidamente e già nel 1929 il villaggio di Sant'Eufemia Biforcazione (in seguito Sant'Eufemia Lamezia) aveva il suo forno e 32 chilometri di Decauville. Le colmate di vari stagni vengono terminate tra il '32 e il '34.
Un provvedimento che con il tempo ebbe invece effetti negativi fu l'impiego, secondo le direttive del regime fascista, di manodopera proveniente dalle regioni settentrionali. Se durante i lavori di bonifica le opere richiedevano l'impiego sia dei residenti che degli immigrati con la fine delle opere (che coincise in parte con la crisi del 1929 e con il periodo successivo) la situazione divenne più critica portando le autorità, in modo non palese, ad ostacolare in parte l'arrivo di lavoratori "esterni".
Nel 1936 la bonifica si poté considerare conclusa.

## Economia

### Agricoltura
La piana di Lamezia Terme ha una tradizione agricola radicata, le produzioni più diffuse nella piana comprendono la vite, la fragola, l'olivo, gli agrumi, tra i quali le rinomate clementine di Calabria DOP, la barbabietola da zucchero, il frumento, l'avena, il granturco e altri prodotti pregiati. Nella piana lametina vengono prodotti l'olio extra vergine di oliva Lametia DOP e i vini Lamezia DOC.
Menzione particolare merita la coltivazione della Cipolla Rossa di Tropea, alla quale è stato attribuito il marchio IGP.
Nella piana lametina viene coltivata una varietà pregiata di pesca nettarina, nota come merendella. 

## Infrastrutture e trasporti

### Strade
- Autostrada A2 (Autostrada del Mediterraneo), con le uscite di Lamezia Terme e Pizzo;
- Strada statale 18 Tirrena Inferiore (Napoli-Reggio Calabria), attraversa tutti i comuni della costa tirrenica che ricadono nella piana lametina;
- Strada statale 280 dei Due Mari (anche Strada europea E848) (Lamezia Terme-Catanzaro), con gli svincoli di Lamezia Terme Sud, Lamezia Terme Est, Vena di Maida e Marcellinara.

### Ferrovie
- Ferrovia Tirrenica Meridionale (Salerno-Reggio Calabria), con le stazioni di Gizzeria Lido, Lamezia Terme Centrale (da cui si dirama la Ferrovia Lamezia Terme-Catanzaro Lido), San Pietro a Maida-Maida, Curinga, Eccellente e Francavilla Angitola-Filadelfia.

### Aeroporti
- Aeroporto di Lamezia Terme, principale scalo calabrese con un ruolo di rilievo a livello nazionale e internazionale, per la posizione geografica strategica che occupa.